# Casas Grandes kommun
Casas Grandes är en kommun i Mexiko.   Den ligger i delstaten Chihuahua, i den nordvästra delen av landet, 1 500 km nordväst om huvudstaden Mexico City.
Följande samhällen finns i Casas Grandes:
- Casas Grandes
- Juárez
- Guadalupe Victoria
- Colonia Cuauhtémoc
- Ejido Ignacio Zaragoza
- Ejido Hernández